# Intelligence des oiseaux

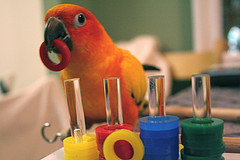
Conure effectuant un puzzle

L'intelligence des oiseaux est un domaine de l'éthologie concernant l'intelligence animale appliquée aux oiseaux. Il n'existe pas de définition universelle de l'intelligence. Elle peut être définie et mesurée par la vitesse et le succès pour résoudre des problèmes. La flexibilité mentale et comportementale est souvent considérée comme une bonne mesure de l'intelligence. Cette flexibilité permet l'apparition de nouvelles solutions. Les corvidés (geais bleus, les choucas, les pies bavardes les corneilles, les corbeaux,,, freux), sont réputés pour être les plus intelligents des oiseaux. Les Psittacidae sont également capables de performances remarquables. Celles-ci sont cependant très inégales au sein de la classe. D'autre part, il est cependant difficile de définir l'idée de performance et surtout de différencier les comportements innés de ceux acquis. 
Le comportement inné d’un oiseau repose sur l’instinct. Le vol, la migration, les attitudes de menace lors des parades nuptiales en sont de bons exemples. Si l’instinct permet pour une grande part la survie des oiseaux, ces derniers sont aussi capables d’apprendre, ce qui augmente l’efficacité de leurs actions. Ainsi, une espèce capable de s’adapter à différentes situations verra ses membres améliorer leur espérance de vie.

## Comportement acquis
Si on peut croire que le chant des oiseaux est systématiquement inné, certaines espèces profitent de l’apprentissage par imitation. On sait par exemple que les petits coucous apprennent le chant de leurs parents adoptifs ou que les corbeaux apprennent en imitant leurs semblables.

## Capacité d’innovation
Chercheur de l’Université du Vermont aux États-Unis, Bernd Heinrich définit l’intelligence comme « la faculté de produire des images mentales et de comprendre l’interaction des objets dans l’espace, afin de résoudre un problème ». Chez le pigeon, par exemple, des chercheurs ont observé une faculté surprenante : une expérience a révélé qu’il suit les mêmes techniques de traitement de l’information visuelle que l'humain. D’après les recherches du professeur Gosselin, il apparaît que les pigeons « utilisent la bouche pour discerner une émotion comme la joie et utilisent les yeux pour déterminer s’il s’agit d’un visage féminin ou masculin. Ce qui veut dire que le pigeon a pu extraire des caractéristiques propres à ces deux attributs et les distinguer dans d’autres visages ».
Les capacités les plus communes sont la représentation spatiale permettant de s'orienter, de trouver de la nourriture ou de construire des nids sophistiqués, les capacités de communication et les capacités d’innovation.
L’activité principale des oiseaux est de se nourrir pour vivre et se reproduire, leur comportement innovateur porte donc essentiellement sur la recherche alimentaire. D’après les recherches de Louis Lefebvre, c’est quelque 2000 cas de comportements nouveaux qui ont été observés depuis une trentaine d’années. Par exemple, on a pu observer qu’un pic indien insectivore pouvait aussi manger des fruits pour s’adapter à une pénurie d’insectes.[source insuffisante]
Une des capacités les plus surprenante est l'aptitude assez répandue à se servir d'objets.
Certains vautours utilisent des os pour briser des œufs d’autruche. Pour sa part, le corbeau calédonien est ainsi capable de se servir d'un bâton pour déloger les insectes dont il se nourrit. Certains oiseaux sont même capables de compter, les Psittacidae sont connus pour reproduire la voix humaine et peuvent comprendre ce qu'ils disent et réemployer des mots dans leur contexte. On a également observé des oiseaux capables de se soigner. Certaines facultés sont caractéristiques de certaines espèces uniquement, le guêpier d'Orient est capable de se mettre à la place de son prédateur, sous-entendu d'extrapoler ce que le prédateur peut voir ou non, faculté autrement connue uniquement chez les Hominidae.
Certains oiseaux comptent, ils peuvent remarquer que le nombre d’œufs dans leur nid a augmenté ou diminué, d'autres ont des souvenirs et raisonnent à propos des éléments qui les entourent. Ce dernier aspect a longtemps été associé uniquement aux êtres humains.
Une autre caractéristique de cet animal est sa façon de communiquer par le chant. Konrad Lorenz a démontré que les oiseaux chantent pour des raisons pratiques, les sons qu’ils produisent ne représentent pas que du son aux oreilles d’autres oiseaux, mais un langage. Ils chantent pour : attirer un partenaire, indiquer où ils se trouvent aux autres mâles et femelles, ainsi que pour défendre un territoire où ils pourront élever et nourrir leurs petits.
De nombreux oiseaux chanteurs ont donc un répertoire composé de plusieurs chants — des dizaines, voire des centaines pour certaines espèces. Ce langage constitué de symboles, prouve l’intelligence des volatiles, puisque la capacité d’apprendre un tel mode de communication ne peut qu’être le fait d’un cerveau complexe.
On peut conclure que le chant des oiseaux est une capacité acquise et non innée : donc le fruit de l’intelligence.
Les capacités cognitives sont inégales suivant les espèces d'oiseaux.

## Taille du cerveau
Un lien direct existe entre la taille du cerveau et le comportement alimentaire et social de l’oiseau. En effet, comme chez les primates, les dauphins et les insectes, plus le cerveau est gros, plus l’alimentation est variée, et la vie sociale développée. Louis Lefebvre rappelle que « mémoriser des individus et gérer des relations avec eux nécessite d’avoir un cerveau suffisamment développé ». Ainsi, les oiseaux grégaires ont des cerveaux généralement plus gros que leurs pairs qui sont solitaires. 

### Anatomie comparée
« Avoir une cervelle d’oiseau » est une expression populaire qui signifie « être sot ». Pourtant, ces volatiles sont dotés d’une grande intelligence. Certains scientifiques vont même jusqu’à dire que leur faculté de compréhension est aussi développée que celle des primates,. Selon Louis Lefebvre, ornithologue renommé rattaché à l’Université McGill et inventeur de la seule échelle de mesure du quotient intellectuel aviaire au monde, il existe des liens entre les primates et les oiseaux en ce qui a trait à l’évolution des structures du cerveau associées à l’innovation. En général, plus un animal est intelligent, plus son cortex est épais et développé. Contrairement au cerveau des mammifères, ce n’est pas la taille relativement faible de leur cortex qui influence l’apprentissage chez l’oiseau. L’intelligence est souvent associée au cortex préfrontal (du néocortex) chez les primates et autres mammifères. Chez les oiseaux, elle serait associée au mésopallium-nidopallium, : la partie frontale du cerveau. Les oiseaux possèdent en fait par rapport à leur poids un énorme cerveau. Des chercheurs pensent que les primates et les corvidés partagent le même bagage cognitif, soit l’imagination, le raisonnement de cause à effet et la capacité d'anticiper l’avenir. Le cerveau des oiseaux est relativement gros comparé à la taille de leur tête et la densité de neurones est très élevée et est beaucoup plus importante que chez les mammifères par exemple,. La taille des cellules des oiseaux est également plus faible que chez d'autres animaux. 
En ce qui a trait aux zones cérébrales, un groupe de neurobiologistes (connu sous l’appellation Avian Brain Nomenclature Consortium) affirme que la nomenclature traditionnelle analogue à celle utilisée pour les reptiles, ne reflète pas adéquatement les études récentes qui révèlent mieux l’intelligence des oiseaux.

## Caractéristiques par espèce

### Corvidés
La famille des corvidés comprend les geais bleus, les choucas, les pies, les freux, les corbeaux et les corneilles. Ces oiseaux vivent en groupe, comme les dauphins, les éléphants et les humains. Leurs aptitudes sociales font qu’ils doivent mémoriser davantage d’éléments pour vivre en société et doivent faire preuve d’inférence cognitive pour survivre. Ils sont capables, entre autres, de déterminer l’organisation hiérarchique au sein de leur groupe. Par contre, certaines recherches insinuent que ces animaux n’apprennent que par association et ne sont pas capables d’une réelle compréhension. Les corvidés peuvent fabriquer des outils, contrairement à beaucoup d'autres animaux intelligents qui utilisent uniquement les ressources disponibles, sans chercher à les modifier. Par exemple, ils vont tordre une brindille plutôt que d’en chercher une déjà tournée de la bonne manière. De plus, les chercheurs notent que malgré l’abondance de bouts de bois et de tiges dans leur environnement, ces oiseaux transportent leurs outils (permettant d’attraper larves et insectes), plutôt que de perdre leur temps à en chercher d’autres. Les corbeaux font preuve d’une grande imagination. Ils sont ainsi capables d’utiliser la circulation routière pour casser les noix qu’ils sont incapables de briser eux-mêmes. Les corbeaux s’arrêtent aux feux de circulation et attendent patiemment la lumière rouge avant de récupérer leur butin. Les geais, de leur côté, ont trouvé une stratégie pour éliminer les parasites de leur plumage. Ils s’assoient sur les nids de fourmis, qui les arrosent d’acide formique. Le biologiste américain Bernd Heinrich étudie les corneilles depuis 15 ans. Ses travaux démontrent que cet oiseau, tout comme le corbeau, fait preuve d’empathie. Il passe sa vie avec le même partenaire et ceux-ci s’entraident.
Une expérience du chercheur Bernd Heinrich prouve que les corbeaux réussissent à se berner les uns les autres. Le scientifique a observé un corbeau qui tenait un biscuit dans son bec et tentait d’échapper à l’attention de ses semblables. Après un certain temps, l’animal a caché son butin sous une touffe d’herbe. Aussitôt, un autre corbeau est allé récupérer le biscuit. Mais le biscuit n'y était plus: le premier corbeau l’avait plutôt caché ailleurs.
Récemment, il a été montré que les choucas sont sensibles à la direction du regard d'un humain, comportement qui semblait jusqu'alors limité aux grands singes. Lorenz a également montré - dans le cadre de ses travaux sur l'empreinte - qu’un Choucas élevé par un humain rejoindra s’il le peut une troupe de choucas dès qu’il sera en état de voler ; néanmoins, à sa maturité sexuelle, il adoptera un comportement de cour à l’égard d’êtres humains, et non de ses congénères.
Les corvidés possèdent une excellente mémoire. Selon les recherches d’Alan Kamil de l’Université du Nebraska, le geai bleu (Cyanocitta cristata) dissimule de la nourriture dans une cache pour la reprendre par la suite. Il peut ainsi emmagasiner de la nourriture dans des milliers de caches et se souvenir où la retrouver. Non seulement il repère toutes les caches, mais il se souvient également de la qualité de la nourriture qui y est emmagasinée et évite les caches où la nourriture pourrait s’être dégradée.

### Perroquets
Dotés d'une excellente mémoire, les perroquets assimilent un vocabulaire plus ou moins varié et peuvent comprendre le sens des mots. Les perroquets sont les oiseaux les plus intelligents, ils se classent après les singes mais avant les dauphins. Certains perroquets appellent les différents membres de leur famille d'adoption par leur nom. Ils peuvent assimiler plus de 800 mots. C'est l'un des seuls animaux (avec les mainates) à pouvoir s'exprimer dans le même langage que les humains. Cette capacité facilite grandement la communication inter-espèce et l'évaluation de l'intelligence des perroquets. Le perroquet jaco est considéré comme le meilleur parleur et le plus intelligent des perroquets. Il distingue la forme, la couleur et la matière d’un objet et parvient à compter un nombre d’objets. Il est capable de dire quel objet est plus gros que l’autre.  Deux perroquets ont été reconnus pour leur intelligence à travers des tests, Alex et N'kisi[réf. nécessaire].

### Columbinae

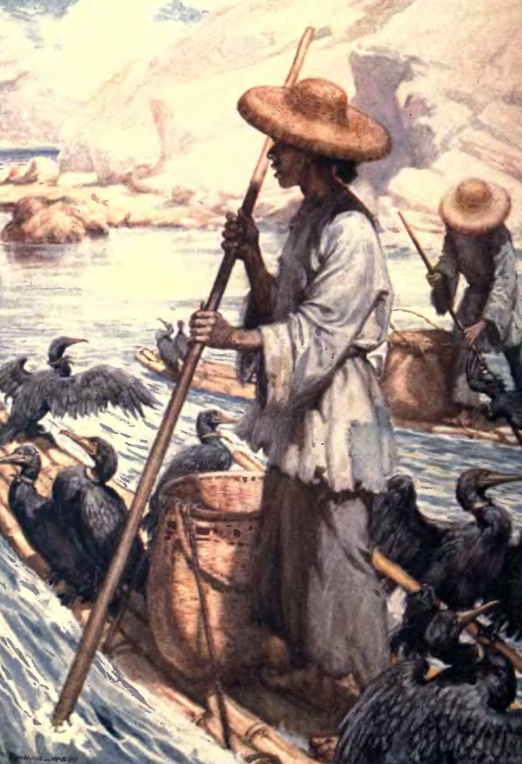

Les Columbinae sont doués pour différencier des images et les catégoriser. Les pigeons, entre autres, utilisent les mêmes repères visuels que les humains pour reconnaître les objets et les visages. Une expérience de Frédéric Gosselin, professeur au département de psychologie de l’Université de Montréal, a révélé que les pigeons entraînés peuvent reconnaître non seulement le sexe d’une personne en regardant son visage, mais également l’émotion exprimée par celle-ci. Le pigeon, comme l’humain, observe la bouche pour discerner une émotion comme la joie et observe les yeux pour déterminer s’il s’agit d’un visage masculin ou féminin. Les pigeons peuvent par exemple distinguer une fleur d’un humain ou d’une voiture ou encore différencier les lettres de l’alphabet ou même des peintures de Van Gogh, Picasso et Monet.

### Phalacrocoracidés
Les cormorans utilisés par les pêcheurs sont capables de compter le nombre de poissons qu’ils pêchent. Un article publié dans Biological Journal of the Linnean Society rapporte que lorsque les pêcheurs entraînent les cormorans à manger un poisson pêché sur huit, les oiseaux sont capables de compter leurs prises : après la septième, si les pêcheurs refusent de leur laisser le huitième poisson, ils refusent de poursuivre,.